# Nadežda Prokof'evna Suslova
Nadežda Prokof'evna Suslova, in russo Надежда Прокофьевна Суслова? (Panino, 13 settembre 1843 – Alušta, 20 aprile 1918), è stata un medico russo.
Fu il primo medico donna nella storia della Russia.

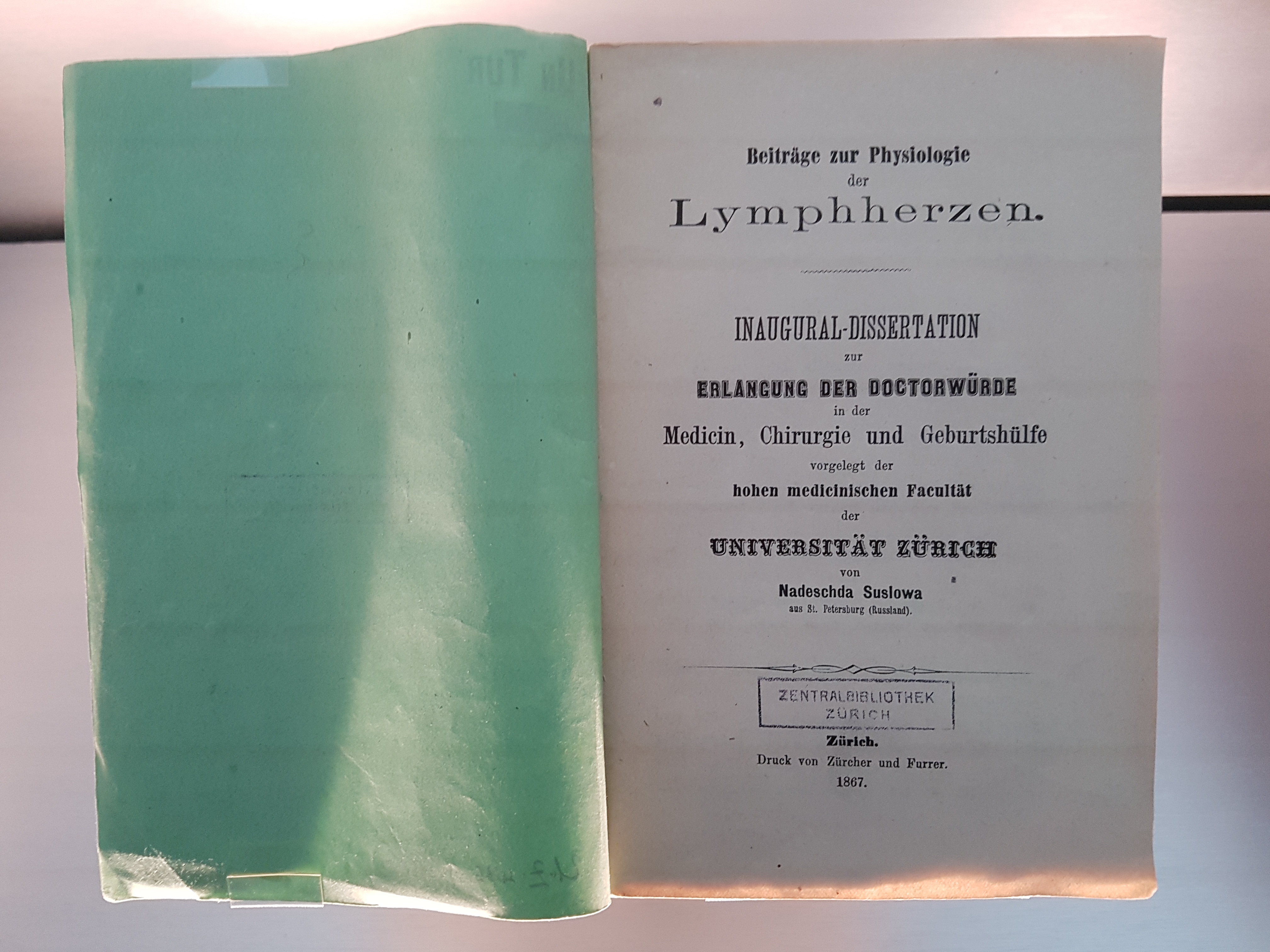
Tesi di laurea di Nadežda Suslova, 1867

## Biografia
Nadežda Suslova era figlia di un servo della gleba che, emancipato dal padrone, il conte Šeremetev, si era arricchito con il commercio e aveva potuto far studiare Nadežda e l'altra sua figlia Apollinarija. La famiglia si trasferì nel 1854 a Mosca, dove Nadežda si diplomò maestra nel 1859, e poi nel 1860 a San Pietroburgo. Le due sorelle vi frequentarono l'Università: mentre Apollinarija assistette alle lezioni tenute da Dostoevskij - del quale diventerà poi l'amante - Nadežda dal 1861 frequentò il corso di medicina dell'Accademia medico-chirurgica.
In alcune Università era infatti permesso alle donne assistere alle lezioni, non però dare esami e laurearsi. Quando nel 1863 un decreto governativo vietò loro anche di frequentare le lezioni, Nadežda Suslova partì per la Svizzera. Nel 1864 s'iscrisse all'Università di Zurigo, dove si laureò il 14 dicembre 1867 con la tesi Beiträge zur Physiologie der Lymphherzen.
Trasferitasi in Austria per frequentare l'Università di Graz, si sposò a Vienna il 16 aprile 1868 con il medico svizzero Friedrich Erismann e con lui tornò in Russia, dove ottenne il riconoscimento del titolo di studio. A Pietroburgo aprì un proprio studio ginecologico e pediatrico e pubblicò la Pribavlenie k fiziologii limfatičeskich serdec (Aggiunta alla fisiologia dei cuori linfatici), una rielaborazione della propria tesi di laurea.
Separatasi dal marito, si trasferì nel 1880 a Nižnij Novgorod con l'istologo Golubev, che sposò dopo il divorzio pronunciato il 18 agosto 1883. Aprirono un comune studio medico e poi, nel 1893, si trasferirono ad Alušta, in Crimea, dove Nadežda fondò una scuola elementare gratuita e una scuola per infermieri. Qui morì il 20 aprile 1918 e fu sepolta nel vicino villaggio di Lasurnoje.